# Thorailles
Thorailles é uma comuna francesa na região administrativa do Centro, no departamento Loiret. Estende-se por uma área de 3,4 km². Em 2010 a comuna tinha 184 habitantes (densidade: 54,1 hab./km²).